# Euploea matemaea
Euploea matemaea är en fjärilsart som beskrevs av Carpenter 1953. Euploea matemaea ingår i släktet Euploea och familjen praktfjärilar. Inga underarter finns listade i Catalogue of Life.